# Two Deaths
Pour plus de détails, voir Fiche technique et Distribution.
Two Deaths est un film britannique réalisé par Nicolas Roeg, sorti en 1995.

## Fiche technique
- Titre français : Two Deaths
- Réalisation : Nicolas Roeg
- Scénario : Allan Scott d'après Stephen Dobyns
- Pays d'origine : Royaume-Uni
- Format : Couleurs - 35 mm - Dolby
- Genre : drame, guerre
- Durée : 102 minutes
- Date de sortie : 
  - 1995 : Festival international du film de Toronto 1995 (première)

## Distribution
- Sonia Braga : Ana Puscasu
- Patrick Malahide : George Bucsan
- Ion Caramitru : Carl Dalakis
- Sevilla Delofski : Ilena
- Nickolas Grace : Marius Vernescu
- Michael Gambon : Daniel Pavenic
- Ravil Isyanov : Lieutenant
- Matt Terdre : Leon
- John Shrapnel : Cinca
- Karl Tessler : Roberto Constantin
- Lisa Orgolini : Ana jeune
- Niall Refoy : Pavenic jeune
- Andrew Tiernan : captaine Jorgu
- Rade Serbedzija : Colonel George Lapadus
- Laura Davenport : Marta